# Osanetant
Osanetant (SR-142,801) je antagonist neurokininskog 3 receptora koji je razvio Sanofi-Synthélabo, koji je istražuje kao mogući tretman za šizovreniju. To je bio prvi ne-peptidni  antagonist koji je razvijen tokom sredine 1990-tih, ali još uvek nije dosegao tržište, mada su klinička ispitivanja nastavljaju. Još jedna moguća primena osanetanta je u treatmanu bolesti zavisnosti, pošto je utvrđeno da blokira efekte kokaina u životinjskim modelima.

## Literatura
1. ↑  Kamali F (јул 2001). „Osanetant Sanofi-Synthélabo”. Current Opinion in Investigational Drugs. 2 (7): 950—6. PMID 11757797.
2. ↑  Emonds-Alt X, Bichon D, Ducoux JP, Heaulme M, Miloux B, Poncelet M, Proietto V, Van Broeck D, Vilain P, Neliat G;  . (1995). „SR 142801, the first potent non-peptide antagonist of the tachykinin NK3 receptor”. Life Sciences. 56 (1): PL27—32. PMID 7830490..
3. ↑  Quartara L, Altamura M (2006). „Tachykinin receptors antagonists: from research to clinic”. Current Drug Targets. 7 (8): 975—92. PMID 16918326. Архивирано из оригинала 25. 07. 2011. г. Приступљено 14. 04. 2011.
4. ↑  De Souza Silva MA, Mello EL Jr, Müller CP, Jocham G, Maior RS, Huston JP, Tomaz C, Barros M (мај 2006). „The tachykinin NK3 receptor antagonist SR142801 blocks the behavioral effects of cocaine in marmoset monkeys”. European Journal of Pharmacology. 536 (3): 269—78. PMID 16603151.
5. ↑  Jocham G, Lezoch K, Müller CP, Kart-Teke E, Huston JP, de Souza Silva MA. „Neurokinin receptor antagonism attenuates cocaine's behavioural activating effects yet potentiates its dopamine-enhancing action in the nucleus accumbens core”. European Journal of Neuroscience. 24 (6): 1721—32. септембар 2006. PMID 17004936.

## Spoljašnje veze
|  | Molimo Vas, obratite pažnju na važno upozorenje u vezi sa temama iz oblasti medicine (zdravlja). |